# Почётные граждане Рязани

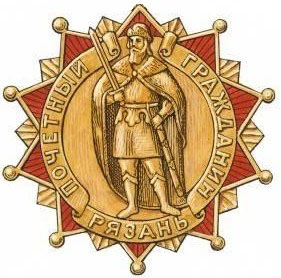
Знак «Почетный гражданин города Рязани»

Почётный гражданин города Рязани — почётное звание, присваиваемое Рязанской городской Думой гражданам Российской Федерации и других государств в целях признания выдающихся заслуг перед Рязанью, поощрения личной деятельности, направленной на пользу города, обеспечения его благополучия и процветания.

## Список почётных граждан[1]
| Фамилия, имя, отчество                                               | Дата присвоения звания |
| -------------------------------------------------------------------- | ---------------------- |
| Аксёнов Владимир Викторович                                          | 1976, 29 ноября        |
| Алексеев Василий Иванович                                            | 1975                   |
| Анурова Антонина Яковлевна                                           | 1987, 27 мая           |
| Архимандрит Авель (Македонов)                                        | 2006, 28 мая           |
| Балакина Юлия Николаевна                                             | 1995, 20 сентября      |
| Бардина Мария Дмитриевна                                             | 1988, 24 октября       |
| Баранкин Евгений Семенович                                           | 2009, 26 ноября        |
| Белова Зоя Васильевна                                                | 1989, 25 мая           |
| Богдановский Лев Константинович                                      | 1988, 26 мая           |
| Буланов Владимир Матвеевич                                           | 2000, 25 августа       |
| Вагнер Георгий Карлович                                              | 1992, 19 июня          |
| Василенко Юлий Романович                                             | 1995, 20 сентября      |
| Виноградова Жанна Владимировна                                       | 2009, май              |
| Володин Алексей Михайлович                                           | 2009, май              |
| Горазеева Лидия Владимировна                                         | 2008, 26 мая           |
| Горбунов Борис Семенович                                             | 1998, 27 августа       |
| Грищенко Борис Антонович                                             | 1994, 6 июня           |
| Гуров Виктор Сергеевич                                               | 2013, 18 июля          |
| Есаков Михаил Иванович                                               | 2002, 25 апреля        |
| Жаворонков Борис Иванович                                            | 2004, 13 мая           |
| Живописцев Лев Константинович                                        | 1999, 19 августа       |
| Загрина Наталья Александровна                                        | 2015, июль             |
| Зайцев Владимир Петрович                                             | 1987, 27 мая           |
| Земцов, Юрий Петрович                                                | 1997, 11 сентября      |
| Злобин, Владимир Константинович                                      | 2007, 13 сентября      |
| Илларионова Анна Ивановна                                            | 1988, 26 мая           |
| Инюцын Владимир Андреевич                                            | 2018, 26 июля          |
| Каширин Евгений Николаевич                                           | 2006, 23 ноября        |
| Кибальников Александр Павлович                                       | 1975, 4 октября        |
| Кирьянов, Пётр Павлович                                              | 1988, 26 мая           |
| Коростылев Вячеслав Васильевич                                       | 1997, 11 сентября      |
| Курицына Зинаида Михайловна                                          | 1998, 27 августа       |
| Лиферов Анатолий Петрович                                            | 2003, 22 мая           |
| Макарова Анна Ивановна                                               | 1995, 20 сентября      |
| Макеев Иван Степанович                                               | 2004, 13 мая           |
| Максимова Лариса Ивановна                                            | 2006, 16 мая           |
| Малахов Михаил Георгиевич                                            | 1993, 12 ноября        |
| Марков Владимир Константинович                                       | 2006, 16 мая           |
| Мееревич Константин Николаевич                                       | 1996, 22 апреля        |
| Сергей Михайлович Новиков (Митрополит Рязанский и Касимовский Симон) | 2001, 23 августа       |
| Орешкин Павел Тимофеевич                                             | 1995, 20 сентября      |
| Перов Иван Фёдорович                                                 | 2002, 25 апреля        |
| Перехватова Александра Викторовна                                    | 2009, 26 ноября        |
| Плетнев Николай Викторович                                           | 2016, 28 июля          |
| Поляков Николай Павлович                                             | 1988, 24 октября       |
| Прокофьев Анатолий Сергеевич                                         | 1999, 19 августа       |
| Прокушев Юрий Львович                                                | 1988, 24 октября       |
| Слюсарь Альберт Евдокимович                                          | 2003, 22 мая           |
| Смирнов Юрий Леонидович                                              |                        |
| Солженицын Александр Исаевич                                         | 1990, 20 сентября      |
| Татанов Иван Васильевич                                              | 1994, 15 марта         |
| Тимонин Павел Федорович                                              | 1996, 17 апреля        |
| Титов Михаил Михайлович                                              | 1999, 19 августа       |
| Трепольский Николай Васильевич                                       | 1989, 25 мая           |
| Уткин Алексей Фёдорович                                              | 2005, 19 мая           |
| Уткин Владимир Фёдорович                                             | 1987, 27 мая           |
| Филиппов Михаил Иванович                                             | 2019, 25 июля          |
| Филиппова Екатерина Алексеевна                                       | 2013, 18 июля          |
| Червяков Александр Николаевич                                        | 2000, 25 августа       |
| Черничкин Дмитрий Алексеевич                                         | 2017, 27 июля          |
| Чернышов Валерий Игнатович                                           | 2010, 4 ноября         |
| Чумакова Надежда Николаевна                                          | 1992, 5 марта          |
| Швальб Павел Григорьевич                                             | 2007, 13 сентября      |
| Шелковенко Михаил Константинович                                     | 2008, 26 мая           |
| Яхнов Геннадий Михайлович                                            | 2005, 19 мая           |